# Lhoty u Potštejna
Lhoty u Potštejna (en allemand : Lhota) est une commune du district de Rychnov nad Kněžnou, dans la région de Hradec Králové, en République tchèque. Sa population s'élevait à 346 habitants en 2022.

## Géographie
Lhoty u Potštejna se trouve à 13 km au sud de Rychnov nad Kněžnou, à 37 km au sud-est de Hradec Králové et à 131 km à l'est de Prague.
La commune est limitée par Chleny et Potštejn au nord, par Proruby et Polom à l'est, par Sudslava au sud, et par Borovnice à l'ouest.

## Histoire
La première mention écrite du village date de 1352.

## Galerie

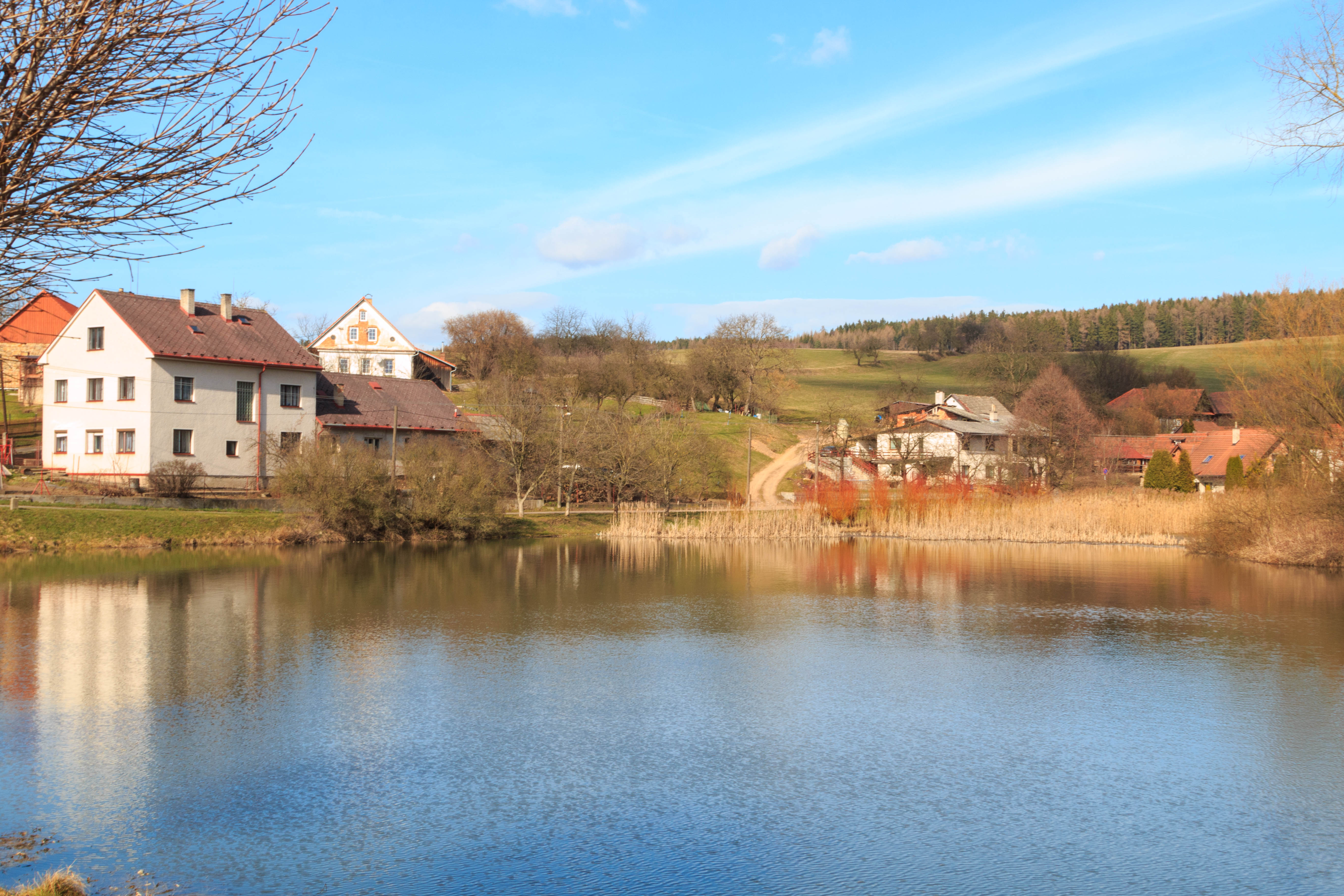
Étang à Velká Lhota.
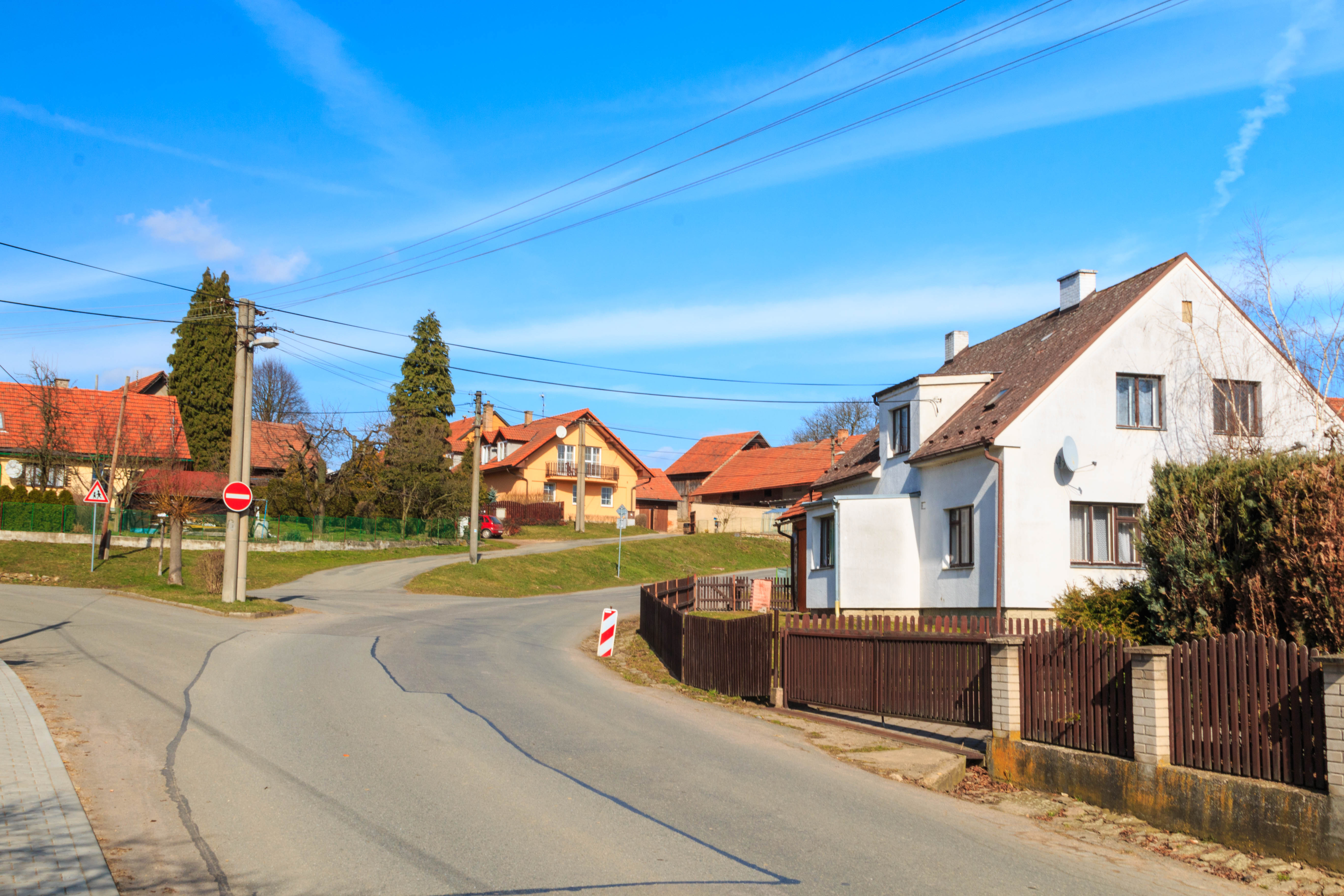
Malá Lhota.

## Transports
Par la route, Lhoty u Potštejna se trouve à 11 km de Kostelec nad Orlicí, à 16 km de Rychnov nad Kněžnou, à 43 km de Hradec Králové et à 160 km de Prague.